# Europas Grand Prix 1993
Europas Grand Prix 1993 var det tredje av 16 lopp ingående i formel 1-VM 1993. Loppet, som var det första Europas Grand Prix sedan 1985, kördes i England. Detta var det första och enda F1-loppet som kördes på Donington Park.

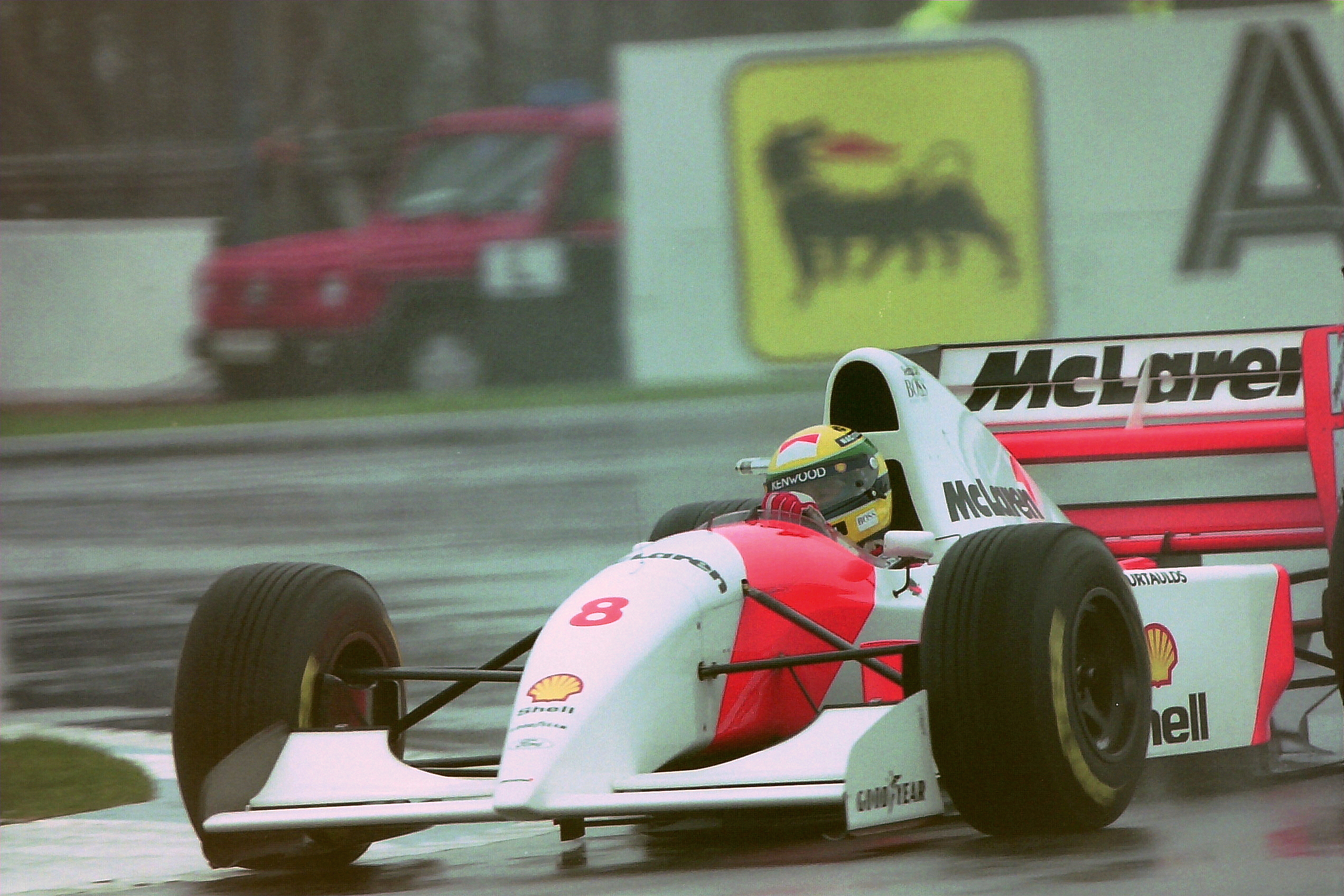
Segraren Ayrton Senna i sin McLaren.

## Resultat
1. Ayrton Senna, McLaren-Ford, 10 poäng
2. Damon Hill, Williams-Renault, 6
3. Alain Prost, Williams-Renault, 4
4. Johnny Herbert, Lotus-Ford, 3
5. Riccardo Patrese, Benetton-Ford, 2
6. Fabrizio Barbazza, Minardi-Ford, 1
7. Christian Fittipaldi, Minardi-Ford
8. Alessandro Zanardi, Lotus-Ford
9. Erik Comas, Larrousse-Lamborghini
10. Rubens Barrichello, Jordan-Hart (varv 70, bränslesystem)
11. Michele Alboreto, BMS Scuderia Italia (Lola-Ferrari)

### Förare som bröt loppet
- Derek Warwick, Footwork-Mugen Honda (varv 66, växellåda)
- Thierry Boutsen, Jordan-Hart (61, gasspjäll)
- Andrea de Cesaris, Tyrrell-Yamaha (55, växellåda)
- Jean Alesi, Ferrari (36, växellåda)
- Aguri Suzuki, Footwork-Mugen Honda (29, växellåda)
- Philippe Alliot, Larrousse-Lamborghini (27, kollision)
- Michael Schumacher, Benetton-Ford (22, snurrade av)
- Mark Blundell, Ligier-Renault (20, snurrade av)
- Gerhard Berger, Ferrari (19, upphängning)
- JJ Lehto, Sauber (13, hantering)
- Ukyo Katayama, Tyrrell-Yamaha (11, koppling)
- Martin Brundle, Ligier-Renault (7, snurrade av)
- Karl Wendlinger, Sauber (0, kollision)
- Michael Andretti, McLaren-Ford (0, kollision)

### Förare som ej kvalificerade sig
- Luca Badoer, BMS Scuderia Italia (Lola-Ferrari)

## VM-ställning
| Förarmästerskapet 1. Ayrton Senna, McLaren-Ford, 26 2. Alain Prost, Williams-Renault, 14 3. Damon Hill, Williams-Renault, 12 | Konstruktörsmästerskapet 1. McLaren-Ford, 26 Williams-Renault, 26 2. Lotus-Ford, 7 |